# Cuphea bustamanta
Cuphea bustamanta är en fackelblomsväxtart som beskrevs av Juan José Martinez de Lexarza. Cuphea bustamanta ingår i släktet blossblommor, och familjen fackelblomsväxter. Inga underarter finns listade i Catalogue of Life.